# Franco Buenaventura, el profe
Franco Buenaventura, el profe fue una telenovela argentina producida y emitida por la cadena Telefe durante el año 2002. Protagonizada por Osvaldo Laport, Carina Zampini y Viviana Saccone. Coprotagonizada por Celeste Cid, Sebastián Estevanez, Gustavo Garzón, Tomás Fonzi, Patricia Echegoyen, Déborah Warren, Roly Serrano y  Juan Ponce de León. También, contó con las actuaciones especiales de Victoria Onetto, Eduardo Blanco y los primeros actores Norma Pons, Roberto Carnaghi, Susana Lanteri y Henny Trailes. Y las participaciones estelares de Raúl Lavié y Graciela Pal como actores invitados. Salía al aire a las 22 (hora argentina), de lunes a viernes. El tema musical de la introducción era "Tarde", de Manuel Wirzt.

## Argumento
Profesor de día, estríper de noche, Franco Buenaventura (Osvaldo Laport) es un maestro de alma, amante del tango y eximio bailarín, que vuelve después de muchos años a la cátedra que había abandonado huyendo de una confusa historia de amor con una de sus exalumnas. Pero los viejos amores lo persiguen y se confunden con otros nuevos que hacen más compleja su vida ya de por sí desordenada.
Emma (Viviana Saccone) es la rígida y estructurada directora del colegio que se enamora del estríper enmascarado detrás del que por las noches Franco oculta su personalidad.
Lucía (Carina Zampini) es la antigua alumna enamorada del profesor de Literatura, que vuelve a aparecer en su vida en este nuevo instituto, ahora como una mujer decidida y enérgica.
Así el protagonista de la novela se mueve entre un amor que regresa, otro que nace y un tercero del que se quiere alejar, el de Lola (Victoria Onetto), la profesora de historia que lo presenta en ese Colegio.
Tres mujeres que se mezclan en la vida de Franco, aunque ninguna de ellas conoce la medida de su relación con las otras dos.
Pero además de esas historias, hay otras que van tejiendo la trama de la novela: el boliche de tangos de Nina (Norma Pons), madre de Franco, va a dejar lugar a un espectáculo de estríperes por iniciativa de Antonio (Roberto Carnaghi) un representante de artistas que guarda en secreto un hecho del pasado. Franco por su parte se sentirá atraído por su alumna, Carolina (Celeste Cid) quien a toda costa planea conquistar a su profesor.
A esas historias se suman las relaciones entre los alumnos del colegio, los personajes del barrio y sus respectivas familias.

## Elenco

### Protagonistas
- Osvaldo Laport como Franco Buenaventura.
- Carina Zampini como Lucía Ledesma de Chamorro.(+)
- Viviana Saccone como Emma González Mercante.

### Elenco Protagónico
- Celeste Cid como Carolina Peña.
- Sebastián Estevanez como Ignacio René  "Nacho" Buenaventura.
- Gustavo Garzón como Julio Chamorro.

### Elenco Principal
- Roberto Carnaghi como Octavio Buenaventura.
- Norma Pons como Nina Buenaventura.
- Raúl Lavié como Ramón Buenaventura.
- Tomás Fonzi como Diego Buenaventura.
- Patricia Echegoyen como Laura Peña.
- Graciela Pal como Cristina.
- Déborah Warren como Pilar.
- Susana Lanteri como Felicitas González Mercante.
- Roly Serrano como Hernán  "El Panza" Libonati.
- Jorge Baldini como Pablo Riobueno.
- Juan Ponce de León como Sebastián Arregui.
- Victoria Onetto como Dolores "Lola" Bermejo.
- Eduardo Blanco como Omar Peña.

### Elenco Recurrente
- Henny Trayles como Margarita.
- Anita Martínez como Florencia.
- Mónica Ayos como Greta.
- Oscar Alegre como Cosme.
- Ezequiel Castaño como Agustín Marzoa.
- Julieta Prandi como Romina González.
- María Ucedo como Gladys Libonati.
- Andrea Galante como Paula Libonati.
- Victoria Rauch como Luna Marelli.
- Ramiro Archain.
- Leandro López.
- Facundo Arias.
- Nicolás Mele.
- Camila Fiardi Mazza.
- Erica Garcia como Gisela

### Participaciones
- Miguel Habud como Andrés Gallardo.
- Walter Quiróz como Martín Ledesma.
- Humberto Serrano como Anselmo Ledesma.
- Fabio Aste como Detective Vallejo.
- Esteban Pérez como Matías.
- Ximena Fassi como Marcela Benítez.
- Mariana Prommel como Alicia Villalba(+) "Asistente Social".
- Mike Amigorena como Pipo.
- Mario Moscoso.
- Dario Lopilato como Rulo
- Juan Carlos Puppo como Profesor Laredo
- Hugo Alvarez como Comisario Bermudez
- Ramiro Blas como Dionisio
- Martín Slipak como Demendie
- Pedro Segni como Cacho
- Edgardo Moreira como Willy
- Halasius Bradford como El Barista
- Hector Calori como Renzo
- Juan Carlos Ricci como Empleado de estación de servicio
- Juan Ponce de León (actor) cómo Mauro

## Recepción
"Franco Buenaventura, el profe" es una telenovela que lanzó Telefe el 4 de febrero del año 2002, en el horario de las 21.00. La tira comenzó midiendo alrededor de 18 puntos, pero que con el paso del tiempo fue bajando a causa de su fuerte competencia con la tira que se transmitía en Canal 13, en el mismo horario, Son amores. Por lo que las autoridades del canal para proteger el producto la cambian de horario a las 22.00 logrando mantener finalmente un promedio de 16.3 puntos de índice de audiencia en los 175 episodios que salieron al aire, cerrando la historia el 11 de octubre de 2002.